# Krwawa niedziela (Bydgoszcz)
Krwawa niedziela, w propagandzie III Rzeszy na polecenie Josepha Goebbelsa określana jako Bromberger Blutsonntag (z niem. Bydgoska krwawa niedziela) – wydarzenia, które rozegrały się w Bydgoszczy w dniach 3–4 września 1939 roku, po agresji III Rzeszy na Polskę (kampania wrześniowa), podczas których śmierć ponieśli obywatele polscy – Niemcy i Polacy – mieszkańcy Bydgoszczy i Pomorza Nadwiślańskiego, a następnie eksterminacyjna akcja Wehrmachtu, oddziałów Selbstschutzu, Einsatzkommando i sądów doraźnych III Rzeszy, na polskich mieszkańcach miasta i Pomorza Nadwiślańskiego i żołnierzach Wojska Polskiego. Niemcy zrzeszeni w organizacji Selbstschutz jeszcze przed wojną tworzyli listy polskiej inteligencji do wymordowania po wkroczeniu regularnych oddziałów Wehrmachtu.
Stłumienie dywersji przez Wojsko Polskie i miejscową Straż Obywatelską w dniach 3 i 4 września 1939 r. zostało wykorzystane przez propagandę państwową III Rzeszy na polecenie Josepha Goebbelsa – ministra Oświecenia Publicznego i Propagandy III Rzeszy, jako dowód na polskie okrucieństwa wobec mniejszości niemieckiej w Polsce oraz pretekst do masowych egzekucji (dokonywanych przez Wehrmacht – publicznie na rynku w Bydgoszczy, Selbstschutz i Einsatzkommandos – w tzw. „Dolinie Śmierci”) i uwięzienia w obozach koncentracyjnych III Rzeszy tysięcy polskich mieszkańców Bydgoszczy i Pomorza Nadwiślańskiego, które znalazły się pod okupacją III Rzeszy.

## V Kolumna w Bydgoszczy

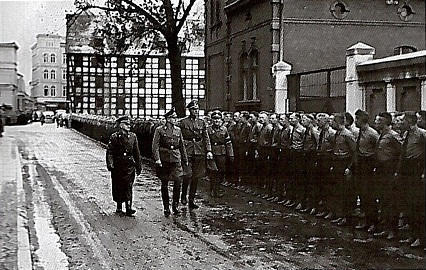
Inspekcja jednostki bydgoskiego Volksdeutscher Selbstschutzu. Maszerują od lewej: Josef Meier, dowódca struktur Selbstschutzu w powiecie bydgoskim; nadburmistrz Bydgoszczy Werner Kampe oraz Ludolf-Hermann von Alvensleben

3 września około godz. 10:00 na ul. Gdańskiej w rejonie ul. Kamiennej ostrzelano z kilkunastu miejsc jednocześnie część polskich oddziałów 22 pułku piechoty 9 Dywizji Piechoty Armii „Pomorze” (oraz 15. i 27. Dywizji Piechoty), które w porządku wycofywały się przez miasto w celu zajęcia pozycji obronnych nad rzeką Brdą. Uchodźcy znajdujący się na ulicach słysząc odgłosy broni maszynowej ostrzeliwującej wojsko, wpadli w panikę sądząc, że Wehrmacht już wkroczył do miasta.
Na miejsce strzelaniny natychmiast udał się komendant miasta mjr Wojciech Albrycht, który zauważył, że strzały padają z gmachów na skrzyżowaniu ul. Gdańskiej i Jagiellońskiej, oraz że zabitych zostało pięciu cywilów. Zameldował o wydarzeniach gen. Zdzisławowi Przyjałkowskiemu, który przydzielił mu do pomocy dwie kompanie 62. Pułku Piechoty. Do akcji oczyszczającej miasto z dywersantów przystąpił też mjr Jan Sławiński z rezerwami 82. Batalionu Wartowniczego oraz ochotnicy (także harcerze). Całością działań dowodził gen. Przyjałkowski oraz mjr Wojciech Albrycht. Do akcji przeciwko dywersantom spontanicznie przyłączali się także mieszkańcy miasta.

„W ciągu tego dnia o godz. 10:00 rano w Bydgoszczy wybuchła planowo przygotowana akcja dywersyjna niemiecka, która przybrała wielkie rozmiary […] Akcja dywersyjna przybrała tak poważne rozmiary, że te tyłowe oddziały (sztab 15. DP) zmuszone zostały do wycofania się na skraj miasta ze stratami i dopiero po zorganizowaniu ich trzeba było dosłownie zdobywać Bydgoszcz, walcząc z dywersantami” – sprawozdanie majora Jana Gunerskiego

Strzelanina ogarnęła ulice Bydgoszczy w wąskim pasie wzdłuż linii z północy na południe, a w jej czasie zdarzało się, że polscy żołnierze omyłkowo celowali do swoich. W poszukiwaniu dywersantów aresztowano osoby narodowości niemieckiej, na których ciążył choćby cień podejrzenia, a gdy znaleziono przy nich broń, zgodnie z prawem stanu wojennego rozstrzeliwano je na miejscu. Dochodziło także do mordowania niewinnych Niemców, co w warunkach trwającego boju było praktycznie nie do uniknięcia, zwłaszcza że oficerowie w punktach dowodzenia stracili częściowo kontrolę nad działającymi pojedynczo grupami bojowymi.

„Ciągłe strzelanie na tyłach […] samosądy natomiast w stosunku do ludności niemieckiej dokonywane przez żołnierzy wspólnie z ludnością cywilną są nie do opanowania, gdyż policji na większości obszaru już nie ma” – meldunek generała Władysława Bortnowskiego, 3 września 1939 r., godz. 20:00

„Dochodzą odgłosy bezładnej strzelaniny z broni maszynowej i ręcznej od strony miasta, żołnierze rozmawiają między sobą o jakichś rozruchach w Bydgoszczy i działalności V kolumny niemieckiej, którą miała zlikwidować nasza piechota pomocy w odnalezieniu winnych Niemców udzielała ludność polska, przy tej akcji zaczęły się rabunki i różne nadużycia” – relacja kapitana Władysława Jotkiewicza

Około godziny 16:00 strzały ucichły, sytuacja wyglądała na opanowaną, wojska polskie mogły dalej swobodnie wycofywać się przez Bydgoszcz. Zebrano około 600 podejrzanych Niemców w koszarach 62. Pułku Piechoty. Spośród zabitych dywersantów tylko część zidentyfikowano jako mieszkańców Bydgoszczy. Meldunki policyjne donosiły o odebraniu od dywersantów kilku karabinów maszynowych, jakich używano w wojsku niemieckim.

„Na Rynku Zbożowym zobaczyliśmy 5 trupów rozstrzelanych Niemców. Zwracał uwagę charakterystyczny ubiór tych «cywilów». Wszyscy ci młodzi ludzie mieli sportowe ubrania i grube wełniane swetry ściągane pod szyją. Ponieważ w gorących tych dniach wrześniowych nikt absolutnie tak ubrany w Bydgoszczy nie chodził, można było bezwzględnie stwierdzić, że nie są to miejscowi ludzie”

Do wieczora stwierdzono, że zginęło w wyniku niemieckiej dywersji 30-45 polskich żołnierzy oraz około 90-110 Niemców. Zwolniono też Niemców przetrzymywanych w koszarach, ponieważ wojsko i policja otrzymało rozkaz nocnej ewakuacji. Do ochrony miasta pozostawiono jedynie słabo uzbrojoną Straż Obywatelską złożoną z rezerwistów i weteranów. Faktycznie miasto pozostało bez władzy. Po wojnie wiceprokurator ówczesnej Głównej Komisji Badania Zbrodni Niemieckich w Polsce Kazimierz Garszyński potwierdził, że Niemcy 3 września strzelali do wycofujących się polskich żołnierzy z 46 miejsc.
W nocy z 3 na 4 września niemieccy dywersanci ostrzelali kompanię 61 pp Wojska Polskiego podczas przekraczania Kanału Bydgoskiego, a rankiem zostały ostrzelane oddziały baterii 15. Dywizji Piechoty, które zaatakowano z ukrycia na Czyżkówku na ul. Grunwaldzkiej, Nakielskiej i Kujawskiej. W związku z tym, przy pomocy Straży Obywatelskiej i cywili, oddziały te przystąpiły do walki z niemieckimi dywersantami. Doszło do licznych starć w dzielnicy Szwederowo. W odróżnieniu od dnia poprzedniego, podejrzanych rozstrzeliwano na miejscu. W trakcie walk zniszczony został kościół protestancki przy ul. Leszczyńskiego.

Meldunki polskich oddziałów zostały sporządzone 3 września i opierały się na informacjach, które pochodziły z samej Bydgoszczy. To przesądza o ich wiarygodności jako źródła historycznego. Nie powstały, jak to bywa w przypadku później spisywanych relacji, z myślą o wyjaśnieniu wydarzeń bydgoskich, ale miały służyć informowaniu władz wojskowych o sytuacji panującej w mieście. Nie ciążą też na nich emocje związane z tragicznymi doświadczeniami niemieckiego zmasowanego odwetu z jesieni 1939 r. Innymi słowy, nie można przyjąć, że sporządzający meldunki polscy oficerowie już 3 września 1939 r. celowo fałszowali rzeczywistość, wiedząc, że będą oskarżani przez propagandę niemiecką o bydgoską krwawą niedzielę. Za prawdziwością tych meldunków przemawia też fakt, że obok informacji o niemieckiej dywersji znajdują się w nich także wzmianki o samosądach na Niemcach. Meldunki polskiego wojska nie podają jednak, która z instytucji III Rzeszy zorganizowała w Bydgoszczy dywersję oraz kto konkretnie brał w niej udział. W Bydgoszczy przeprowadzenie działań dywersyjnych planowała zarówno Abwehra, jak i SS.

5 września, przed południem, do opuszczonego miasta wkroczyli niemieccy żołnierze 123. Pułku Piechoty należącego do 50. Dywizji Piechoty. Straż Obywatelska walczyła z wkraczającymi oddziałami niemieckimi również po wycofaniu się regularnych jednostek Wojska Polskiego.

Według Leszka Moczulskiego, który podjął bezpośrednią polemikę z tekstem prof. Włodzimierza Jastrzębskiego, dywersja w Bydgoszczy, dokonana rankiem 3 września 1939 r., miała stanowić argument dla dyplomacji III Rzeszy wobec Wielkiej Brytanii o konieczności ograniczenia agresji Niemiec na Polskę do ram lokalnych i niewypowiedzenia przez Wielką Brytanię wojny Niemcom w wykonaniu brytyjsko-polskiego układu sojuszniczego

Rozpoczęte o godzinie jedenastej pod Tryszczynem i Szczutkami uderzenie niemieckiej 50. DP- sformowanej z kadrowych żołnierzy Grenzschutz-Ost – załamało się w krwawej walce. Podobny los spotkał dwa następne ataki, jakie Niemcy przypuścili w ciągu dnia. Dywizja nie przebiła się do Bydgoszczy i nie potrafiła udzielić dywersantom skutecznej pomocy. Dopiero po godzinie osiemnastej [3 września], gdy było już oczywiste, że pomoc Wehrmachtu dla walczących w mieście dywersantów jest spóźniona, 50. DP zaprzestała swych coraz bardziej rozpaczliwych natarć. W ten sposób tak starannie przygotowany przez Niemców plan spalił na panewce. Nie doszło do „wyzwolenia” Bydgoszczy przez „niemieckie powstanie narodowe”. (…) Inna rzecz, że gdyby nawet [dywersja] się udała i tak byłaby spóźniona, gdyż w momencie jej rozpoczęcia Wielka Brytania wypowiedziała już wojnę Niemcom, a więc nawet powodzenie prowokacji bydgoskiej nie miałoby wpływu na postawę mocarstw zachodnich – Teza Leszka Moczulskiego, rozwinięta w 2009.

Przełomowym – zdaniem Chincińskiego – opracowaniem udowadniającym pogląd o niemieckiej dywersji w Bydgoszczy jest książka Güntera Schuberta „Bydgoska krwawa niedziela. Śmierć legendy”, którą wydano w 1989, a po 14 latach przełożono na język polski. Autor, historyk i dziennikarz, wbrew dotychczasowemu i obowiązującemu stanowisku niemieckiej historiografii dowodzi, że 3 września 1939 w Bydgoszczy doszło do „powstania”, przygotowanego przez oddziały dywersantów z III Rzeszy. Akcja była pomyślana i przeprowadzona jako samodzielny czyn Sicherheitsdienst. Schubert ustalił m.in. istnienie tajnego oddziału Rotter Kühl powołanego do „specjalnych zadań Reichsführera SS” i wysunął przypuszczenie, że to ów oddział przeprowadził operację w Bydgoszczy. Do dywersantów przerzuconych z Niemiec przez Gdańsk mieli dołączyć niektórzy mieszkańcy Bydgoszczy i utworzyć wraz z nimi kilkuosobowe grupy, które rozlokowano w różnych punktach miasta. Jednocześnie Schubert uważa, że w trakcie dwudniowych walk z dywersantami mogło dojść do przypadków mordowania niewinnych Niemców.

Ofiarami wydarzeń bydgoskich z 3 i 4 września byli nie tylko dywersanci, ale też ludzie niewinni. Niektóre relacje wskazują, że mogło dochodzić do egzekucji osób, które zostały wskazane jako dywersanci przez Polaków kierujących się osobistą nienawiścią i zemstą. Mogły się też zdarzać nadużycia, których sprawcami byli pozbawieni dowództwa i kontroli żołnierze z rozbitych oddziałów Armii „Pomorze”.

## Teza o braku niemieckiej dywersji
Historiografia niemiecka po roku 1945 poświęcała bydgoskiej „krwawej niedzieli” niewiele miejsca. Przeważnie zajmowali się tym zagadnieniem historycy związani z ziomkostwami wysiedlonych z Pomorza Niemców. Niemniej jednak, poza Günterem Schubertem, właściwie wszyscy pozostali historycy niemieccy (choćby Peter Aurich i Dieter Schenk) są przekonani o braku niemieckiej dywersji. Polskim historykiem, który wbrew dotychczasowemu i obowiązującemu stanowisku polskiej historiografii dowodzi nieobecności niemieckich dywersantów w Bydgoszczy jest profesor Włodzimierz Jastrzębski, przez lata zwolennik poglądu o wystąpieniu dywersji, który zanegował swoje dotychczasowe ustalenia w 2004 roku, podczas konferencji zorganizowanej w Bydgoszczy z inicjatywy i przy współpracy niemieckiej Ostsee Akademie. Jastrzębski jest przekonany, że dywersja niemiecka nigdy nie miała miejsca, a jest to jedynie uzasadnienie dla rzezi urządzonej przez polskich obywateli. Nigdy nie znaleziono żadnego bezpośredniego dowodu dywersji – wzmianki w niemieckich dokumentach Abwehry organizującej akcje dywersyjne w Polsce (archiwa Abwehry zawierają dane o innych akcjach dywersyjnych) ani nie znaleziono przy niemieckich cywilach broni – a jedynie dowody pośrednie, jak raporty wojska „walczącego z dywersantem” czy wspomnienia, spisywane często wiele lat po wydarzeniach z 1939 roku. O braku akcji dywersyjnej świadczyć mają straty ludnościowe – około 350 niemieckich cywilów i 20 polskich żołnierzy (w tym być może ofiary nalotu i ranni przywiezieni z frontu) – „w wyniku walk” zniszczono również jeden protestancki kościół. Negowany jest propagandowy sens dywersji i podkreślane jest, że do miasta lada chwila miały wkroczyć regularne oddziały niemieckie, a Bydgoszcz nie odgrywała żadnej roli w czasie kampanii wrześniowej (wojsko polskie wycofało się z miasta).

## Niemieckie i polskie ofiary akcji dywersyjnej w dniach 3–4 września 1939
Po rozpoczęciu okupacji niemieckiej w Bydgoszczy działała od 15 września do końca grudnia 1939 r. niemiecka Specjalna Komisja Policyjno-Kryminalna ds. Wyjaśnienia Polskich Zbrodni, która stwierdziła, że większość ofiar zginęła od broni używanej przez polskie wojsko.
Na podstawie zachowanych dokumentów (akt USC w Bydgoszczy, ksiąg parafialnych, akt miasta, nekrologów zamieszczanych w prasie i ksiąg zgonów) historyk IPN Paweł Kosiński ustalił, że 3 i 4 września w mieście zginęło 365 osób. Spośród nich 33 nie zostały zidentyfikowane, 263 były zameldowane w Bydgoszczy, a pozostałe poza miastem. Wśród nich 254 było ewangelikami, a 86 katolikami. Biorąc pod uwagę panujące przed wojną stosunki wyznaniowe, można założyć, że większość zabitych ewangelików była Niemcami, a katolików – Polakami. Wśród ofiar byli też polscy żołnierze w liczbie 20, którzy zginęli 3 i 4 września. Nie wiadomo jednak, czy wszyscy zginęli w wyniku ostrzału na ulicach, czy też niektórzy zmarli w szpitalu z ran odniesionych na froncie. Ponadto polscy żołnierze ranni w walkach zostali ewakuowani wraz z opuszczającymi miasto jednostkami Wojska Polskiego.

## Represje niemieckie wobec cywilnej ludności Bydgoszczy po rozpoczęciu okupacji miasta

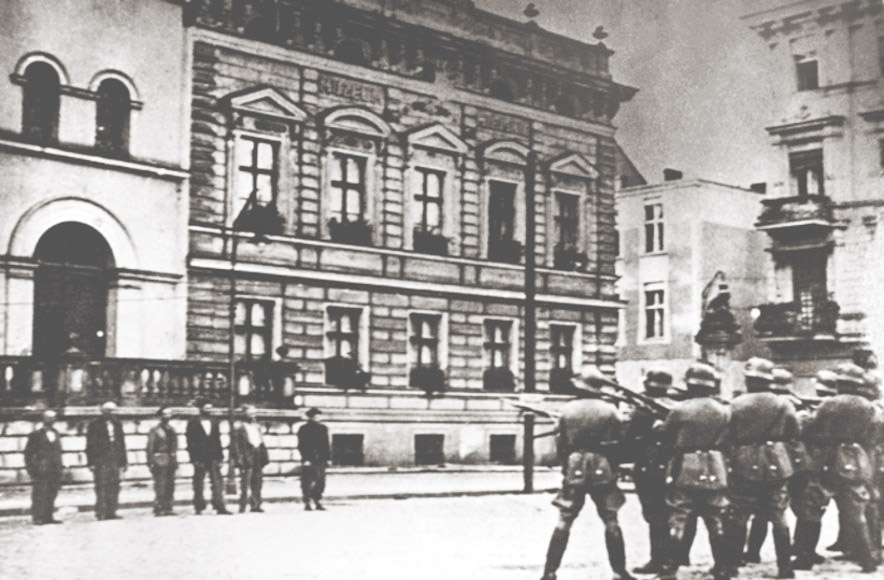
Bydgoszcz – rozstrzelanie Polaków 9.09.1939

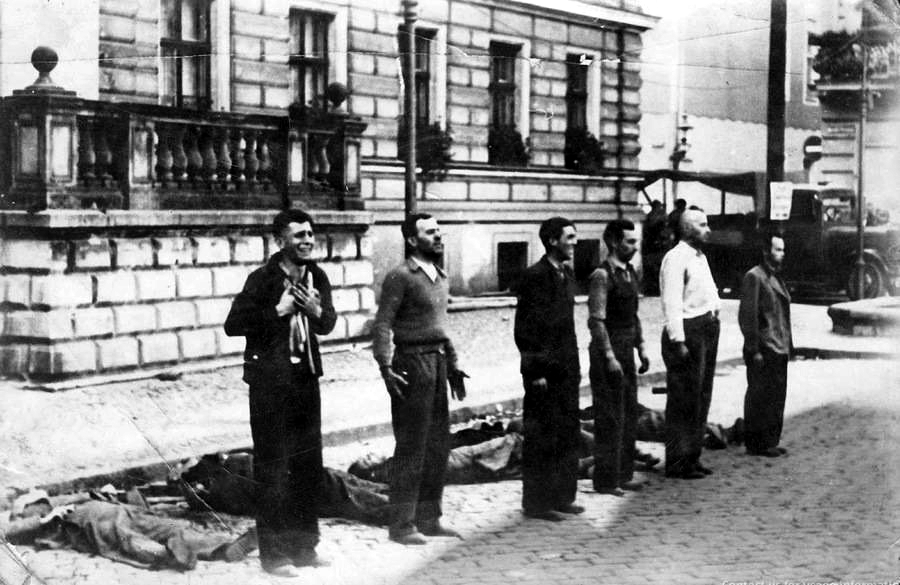
Egzekucja Polaków 9.09.1939

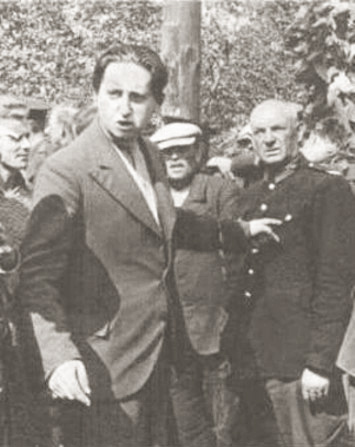
Volksdeutsch denuncjujący Polaka – rzekomego uczestnika „Krwawej niedzieli”

Po zajęciu Bydgoszczy żołnierze Wehrmachtu zgromadzili na rynku miasta cywilnych zakładników; 3/4 z nich oskarżono o udział w krwawej niedzieli. W ciągu pierwszego tygodnia okupacji, plutony egzekucyjne Wehrmachtu i Einsatzgruppen rozstrzelały w Bydgoszczy (m.in. w publicznych egzekucjach na Starym Rynku) około 600-800 Polaków. W ciągu kilku następnych miesięcy członkowie miejscowego Selbstschutzu oraz specjalnego oddziału Einsatzkommando 16 działającego w ramach operacji Tannenberg zamordowali w „Dolinie Śmierci” w podbydgoskim Fordonie od 1200 do 3000 mieszkańców Bydgoszczy pochodzenia polskiego i żydowskiego. Zamordowany został m.in. przedwojenny prezydent miasta Bydgoszczy Leon Barciszewski, który powrócił do miasta, wobec publicznych oskarżeń propagandy niemieckiej o nadużycia finansowe w zarządzaniu Bydgoszczą, którym to zarzutom chciał się osobiście przeciwstawić. W ciągu pierwszych czterech miesięcy okupacji Niemcy zamordowali około 5 tys. mieszkańców Bydgoszczy i powiatu bydgoskiego, z czego prawdopodobnie od 1,5 tys. do 2000 ofiar pochodziło z samej Bydgoszczy. Obecnie całkowite straty wśród mieszkańców miasta w czasie całej II wojny światowej historycy szacują na około 10 000 ofiar.
Celem maksymalnego wykorzystania propagandowych korzyści, które dostarczała narracja na temat bydgoskiej „krwawej niedzieli” Niemcy postanowili oficjalnie osądzić część spośród „sprawców” rzekomego pogromu niemieckiej ludności cywilnej. Zadanie to zostało powierzone Sądowi Specjalnemu w Bydgoszczy (niem. Sondergericht Bromberg). Sąd rozpoczął swoją działalność 9 września 1939 i już dwa dni później wydał trzy wyroki śmierci. Do końca wojny w sprawach dotyczących rzekomych prześladowań volksdeutschów we wrześniu 1939 przed bydgoskim sądem specjalnym stanęło 545 oskarżonych. 243 osoby (w tym jedna narodowości niemieckiej) zostały skazane na karę śmierci. 10 oskarżonych zostało skazanych na karę dożywotniego pozbawienia wolności, 89 na karę ciężkiego więzienia, a 83 na karę zwykłego więzienia. 84 oskarżonych uniewinniono, a w przypadku 36 osób sprawę „załatwiono w inny sposób”. Rozprawy prowadzone przed Sondergericht Bromberg były parodią uczciwego procesu, a w ich trakcie łamano nawet przepisy nazistowskiej procedury sądowej. Większość wydanych przez ten sąd wyroków śmierci można zakwalifikować jako mord sądowy.
Ponadto w Boryszewie k. Sochaczewa Niemcy zamordowali w dniu 22 września 1939 pięćdziesięciu wziętych do niewoli żołnierzy bydgoskiego batalionu Obrony Narodowej. Jeńców zamordowano w odwecie za rzekomy udział w wydarzeniach 3–4 września, mimo iż w tych dniach batalion nawet nie przebywał w mieście.

## Bromberger Blutsonntagw propagandzie nazistowskiej
Propaganda niemiecka określiła wydarzenia z 3–5 września mianem Bromberger Blutsonntag – pol. „bydgoskiej krwawej niedzieli”. Minister propagandy III Rzeszy Joseph Goebbels zadbał, aby wydarzenia w Bydgoszczy zostały przedstawione w sposób poruszający i stanowiły propagandowe uzasadnienie dla nazistowskiej polityki eksterminacyjnej prowadzonej na ziemiach polskich (zwłaszcza na Pomorzu), jak również, aby przedstawiano „krwawą niedzielę” jako „dowód” potwierdzający tezy nazistowskiej propagandy o masowych prześladowaniach volksdeutschów w Polsce, co stanowiło wcześniej dla III Rzeszy jeden z oficjalnych pretekstów do napaści na Polskę we wrześniu 1939 r.
Z instrukcji dla prasy Urzędu Propagandy Rzeszy:

(...)muszą figurować wiadomości o barbarzyństwach Polaków w Bydgoszczy. Określenie „krwawa niedziela” musi wejść jako trwałe pojęcie do słownika i obiec całą kulę ziemską. Dlatego należy nieustannie podkreślać to określenie.

Już w listopadzie 1939 r. ukazał się pierwszy zbiór dokumentów dotyczący mordów popełnianych na członkach mniejszości niemieckiej w Polsce, w którym mówiono o 5437 zamordowanych Niemcach. Kilka miesięcy później w kolejnym wydaniu owego zbioru liczba ta uległa zwiększeniu do 58 000 (poprzez dopisanie zera na polecenie ministra propagandy Rzeszy).
Jednym z kluczowych dowodów na „polskie bestialstwa” w Bydgoszczy miał być tzw. „Album chwały Selbstschutzu” (znany również jako album Alvenslebena), zawierający m.in. wstrząsające zdjęcia, rzekomo przedstawiające ciała pomordowanych volksdeutschów. Niektóre fotografie zwłok, ze względu na zauważalny stan rozkładu, wskazują jednak, że zwłoki te znacznie dłużej musiały spoczywać w ziemi aniżeli przez krótki czas między zakopaniem ich przez „polskich sprawców” a odkryciem przez Niemców, co miało nastąpić zaraz po zajęciu Bydgoszczy przez Wehrmacht. Wskazuje to, iż album ten powstał dla propagandowego uzasadnienia zbrodni na Polakach mordowanych w ramach wcześniej przygotowanej akcji likwidacji polskiej inteligencji.

## Recepcja w kulturze masowej
- Sąsiedzi – film polski z 1969, dramat fabularny oparty na wydarzeniach z 1939, w reżyserii Aleksandra Ścibora-Rylskiego. Film przedstawia obronę Polaków w obliczu przeprowadzonej przez Niemców dywersji. W tle występuje wątek tragicznej miłości młodego Polaka i 16-letniej Niemki[28].
- Podwórko – komiks Andrzeja Janickiego.